# Macromia flavocolorata
Macromia flavocolorata är en trollsländeart som beskrevs av Fraser 1922. Macromia flavocolorata ingår i släktet Macromia och familjen skimmertrollsländor. IUCN kategoriserar arten globalt som livskraftig. Inga underarter finns listade i Catalogue of Life.